# Bibio borisi
Bibio borisi är en tvåvingeart som beskrevs av Fitzgerald 1997. Bibio borisi ingår i släktet Bibio och familjen hårmyggor. Inga underarter finns listade i Catalogue of Life.